# Radical 120
El radical 120, representado por el carácter Han 糸, es uno de los 214 radicales del diccionario de Kangxi. En mandarín estándar es llamado 糸部, (mì bù); en japonés es llamado 糸部, べきぶ (bekibu), y en coreano 멱 (myeok). En los textos occidentales es conocido como «radical “seda”».
El radical «seda» aparece en muchas ocasiones en el lado izquierdo de los caracteres que clasifica (por ejemplo, en el carácter 糺). En algunos caracteres puede aparecer en la parte inferior (por ejemplo, en 紊). En algunas tipografías, cuando este radical aparece en el lado izquierdo, aparece en la forma variante 糹. En muchos caracteres este radical ha sido simplificado en la República Popular de China, convirtiendo los tres trazos inferiores en una sola línea: 纟.
Los caracteres clasificados bajo el radical 120 comúnmente tienen significados relacionados con los objetos hechos de tela, hilos o cuerdas. Como ejemplo de lo anterior están: 絨, «terciopelo»; 絲, «hilo»; 縄, «soga».

## Nombres populares
- Mandarín estándar: 絞絲旁, jiǎo sī páng, «“madeja de hilo” en un lado»; 絞絲底, jiǎo sī dǐ, «“madeja de hilo” en la parte inferior».
- Coreano: 실사부, sil sa bu, «radical “hilo”».
- Japonés:　糸（いと）, ito, «hilo» ; 糸偏（いとへん）, itohen, «“hilo” en el lado izquierdo carácter».[1]
- En occidente: radical «seda».

## Galería
| Estilos antiguos                                 | Estilos antiguos                  | Estilos antiguos                        | Estilos antiguos                   | Estilos antiguos                   | Estilos empleados actualmente       | Estilos empleados actualmente  | Estilos empleados actualmente    | Estilos empleados actualmente   | Estilos empleados actualmente  |
|                                                  |                                   |                                         |                                    |                                    |                                     | 糸                             | 糸                               |                                 |                                |
| 甲骨文 jiǎgǔwén (escritura de huesos oraculares) | 金文 jīnwén (escritura de bronce) | 简帛 jiǎnbó (escritura de bambú y seda) | 篆文 zhuànwén (escritura de sello) | 篆文 zhuànwén (escritura de sello) | 隸書 lìshū (estilo de los escribas) | 楷書 kǎishū (estilo regular)   | 楷書 kǎishū (estilo regular)     | 行書 xǐngshū (estilo corriente) | 草書 cǎoshū (estilo de hierba) |
| 甲骨文 jiǎgǔwén (escritura de huesos oraculares) | 金文 jīnwén (escritura de bronce) | 简帛 jiǎnbó (escritura de bambú y seda) | 大篆 dàzhuàn (sello grande)        | 小篆 xiǎozhuàn (sello pequeño)     | 隸書 lìshū (estilo de los escribas) | 繁體／繁体 fántǐ (tradicional) | 简体／簡體 jiǎntǐ (simplificado) | 行書 xǐngshū (estilo corriente) | 草書 cǎoshū (estilo de hierba) |

## Caracteres con el radical 120

| trazos | carácter |
| ------ | --- |
| + 0    | 糸 糹 |
| + 1    | 糺 系 |
| + 2    | 䊵 糼 糽 糾 糿 |
| + 3    | 䊶 䊷 䊸 䊹 䌶 紀 紁 紂 紃 約 紅 紆 紇 紈 紉 |
| + 4    | 䊺 䊻 䊼 䊽 䊾 䊿 䋀 䋁 䋂 䋃 䋄 䋅 䋆 䋇 䌸 紊 紋 紌 納 紎 紏 紐 紑 紒 紓 純 紕 紖 紗 紘 紙 級 紛 紜 紝 紞 紟 素 紡 索 紣 紤 紥 紦 紧 索 紐                                                                            |
| + 5    | 䋈 䋉 䋊 䋋 䋌 䋍 䋎 䋏 䋐 䋑 䋒 䋓 䋔 䌷 䌹 紨 紩 紪 紫 紬 紭 紮 累 細 紱 紲 紳 紴 紵 紶 紷 紸 紹 紺 紻 紼 紽 紾 紿 絀 絁 終 絃 組 絅 絆 絇 絈 絉 絊 絋 経 累                                                          |
| + 6    | 䋕 䋖 䋗 䋘 䋙 䋚 䋛 䋜 䋝 䋞 絍 絎 絏 結 絑 絒 絓 絔 絕 絖 絗 絘 絙 絚 絜 絝 絞 絟 絠 絡 絢 絣 絤 絥 給 絧 絨 絩 絪 絫 絬 絭 絮 絯 絰 統 絲 絳 絴 絵 絶 絷                                                             |
| + 7    | 䋟 䋠 䋡 䋢 䋣 䋤 䋥 䋦絛 絸 絹 絺 絻 絼 絽 絾 絿 綀 綁 綂 綃 綄 綅 綆 綇 綈 綉 綊 綋 綌 綍 綎 綏 綐 綑 綒 經 綔 綕 綖 綗 綘 継 続 綛 緐                                                                                |
| + 8    | 䋧 䋨 䋩 䋪 䋫 䋬 䋭 䋮 䋯 䋰 䋱 䋲 綜 綝 綞 綟 綠 綡 綢 綣 綤 綥 綦 綧 綨 綩 綪 綫 綬 維 綮 綯 綰 綱 網 綳 綴 綵 綶 綷 綸 綹 綺 綻 綼 綽 綾 綿 緀 緁 緂 緃 緄 緅 緆 緇 緈 緉 緊 緋 緌 緍 緎 総 緑 緒 緔 緕 綠 綾       |
| + 9    | 䋳 䋴 䋵 䋶 䋷 䋸 䋹 䋺 䋻 䋼 䋽 䋾 䋿 䌀 䌁 䌂 䌃 䌄 䌾 䌿 緓 緖 緗 緘 緙 線 緛 緜 緝 緞 緟 締 緡 緢 緣 緤 緥 緦 緧 編 緩 緪 緫 緬 緭 緮 緯 緰 緱 緲 緳 練 緵 緶 緷 緸 緹 緺 緻 緼 緽 緾 緿 縀 縁 縂 縃 縄 縅 縆 縇 練 |
| + 10   | 䌅 䌆 䌇 䌈 䌉 䌊 䌋 䍀 縈 縉 縊 縋 縌 縍 縎 縏 縐 縑 縒 縓 縔 縕 縖 縗 縘 縙 縚 縛 縜 縝 縞 縟 縠 縡 縢 縣 縤 縥 縦 縧 縨                                                                                              |
| + 11   | 䌌 䌍 䌎 䌏 䌐 䌑 䌒 䌓 䌔 䌕 縩 縪 縫 縬 縭 縮 縯 縰 縱 縲 縳 縴 縵 縶 縷 縸 縹 縺 縻 縼 總 績 縿 繀 繁 繂 繃 繄 繅 繆 繇 繉 繊 繌 繍 縷                                                                               |
| + 12   | 䌖 䌗 䌘 䌙 䌚 䌛 繈 繎 繏 繐 繑 繒 繓 織 繕 繖 繗 繘 繙 繚 繛 繜 繝 繞 繟 繠 繡 繢 繣 繤 繥 繧 繱 |
| + 13   | 䌜 䌝 䌞 䌟 䌠 䌡 䌢 䍁 繋 繦 繨 繩 繪 繫 繬 繭 繮 繯 繰 繲 繳 繴 繵 繶 繷 繸 繹 繺 |
| + 14   | 䌣 䌤 䌥 䌦 䌧 繻 繼 繽 繾 繿 纀 纁 纂 纃 |
| + 15   | 䌨 䌩 纄 纅 纆 纇 纈 纉 纊 纋 續 纍 纎 纏 纐 |
| + 16   | 䌪 䌫 䌬 䌭 纑 纒 |
| + 17   | 䌮 纓 纔 纕 纖 |
| + 18   | 䌯 䌰 䌱 䌲 纗 |
| + 19   | 䌳 䌴 纘 纙 纚 |
| + 21   | 䌵 纜 纝 |
| + 23   | 纞 |